# Leptosomatides conisetosus
Leptosomatides conisetosus is een rondwormensoort uit de familie van de Leptosomatidae. De wetenschappelijke naam van de soort is voor het eerst geldig gepubliceerd in 1955 door Shuurmans Stekhoven & Mawson.